# Praznovozna pnevmatika
Praznovozna pnevamtika (guma) tudi run-flat pnevmatika je pnevmatika, ki v primeru prebitja vzdržuje obliko in omogoča nadaljnjo vožnjo. Sicer je hitrost vožnje manjša (do 90 km/h), doseg je nekje 160-320 kilometrov in jo je potrebno kljub temu servisirati po prebitju. Nekatere gume imajo možnost samozakrpanja (self sealing).
Praznovozne gume so po navadi težje, dražje in po navadi težavnejše za zamejavo pri vulkanizerju. Prednost je, da vozilo ne potrebuje rezervne gume, tako se prihrani na ceni rezervne pnevmatike in platišča.
Vozne lastnosti v pimerjavi s konvencionalnimi gumami so različne, odvisna od proizvajalca. Nekatere praznovozne gume imajo večji kotalni upor.

## Proizvajalčeve oznake za praznovozne pnevmatike:
- Michelin – ZP
- Pirelli – RFT
- Bridgestone – RFT
- Continental – SSR, CSR
- Goodyear – ROF
- Dunlop – DSST